# Мстув (гміна)
Гміна Мстув (пол. Gmina Mstów) — сільська гміна у південній Польщі. Належить до Ченстоховського повіту Сілезького воєводства.
Станом на 31 грудня 2011 у гміні проживало 10687 осіб.

## Територія
Згідно з даними за 2007 рік площа гміни становила 119.84 км², у тому числі:
- орні землі: 79.00%
- ліси: 13.00%

Таким чином, площа гміни становить 7.89% площі повіту.

## Населення
Станом на 31 грудня 2011:
| Опис     | Загалом | Загалом | Чоловіки | Чоловіки | Жінки | Жінки |
| -------- | ------- | ------- | -------- | -------- | ----- | ----- |
| одиниця  | осіб    | %       | осіб     | %        | осіб  | %     |
| все      | 10687   | 100     | 5276     | 49.37    | 5411  | 50.63 |
| міське   | 0       | 100     | 0        |          | 0     |       |
| сільське | 10687   | 100     | 5276     | 49.37    | 5411  | 50.63 |

## Сусідні гміни
Гміна Мстув межує з такими гмінами: Домброва-Зельона, Кломніце, Ольштин, Пширув, Рендзіни, Янув.